# Spilosoma fumosa
Spilosoma fumosa là một loài bướm đêm thuộc phân họ Arctiinae, họ Erebidae.